# Liste der State-, U.S.- und Interstate-Highways in Ohio
Dies ist eine Liste der State-, U.S.- und Interstate-Highways im US-Bundesstaat Ohio.

Interstates (blau), U.S. Highways (orange, fett) und State Routes (orange, dünn) in Ohio, in grün der gebührenpflichtige Ohio Turnpike.

State Route-Beschilderung in Ohio

## State Routes

### Gegenwärtige Strecken
- Ohio State Route 2
- Ohio State Route 3
- Ohio State Route 4
- Ohio State Route 5
- Ohio State Route 7
- Ohio State Route 8
- Ohio State Route 9
- Ohio State Route 10
- Ohio State Route 11
- Ohio State Route 12
- Ohio State Route 13
- Ohio State Route 14
- Ohio State Route 15
- Ohio State Route 16
- Ohio State Route 17
- Ohio State Route 18
- Ohio State Route 19
- Ohio State Route 21
- Ohio State Route 25
- Ohio State Route 26
- Ohio State Route 28
- Ohio State Route 29
- Ohio State Route 31
- Ohio State Route 32
- Ohio State Route 34
- Ohio State Route 37
- Ohio State Route 38
- Ohio State Route 39
- Ohio State Route 41
- Ohio State Route 43
- Ohio State Route 44
- Ohio State Route 45
- Ohio State Route 46
- Ohio State Route 47
- Ohio State Route 48
- Ohio State Route 49
- Ohio State Route 51
- Ohio State Route 53
- Ohio State Route 54
- Ohio State Route 55
- Ohio State Route 56
- Ohio State Route 57
- Ohio State Route 58
- Ohio State Route 59
- Ohio State Route 60
- Ohio State Route 61
- Ohio State Route 63
- Ohio State Route 64
- Ohio State Route 65
- Ohio State Route 66
- Ohio State Route 67
- Ohio State Route 72
- Ohio State Route 73
- Ohio State Route 78
- Ohio State Route 79
- Ohio State Route 81
- Ohio State Route 82
- Ohio State Route 83
- Ohio State Route 84
- Ohio State Route 85
- Ohio State Route 86
- Ohio State Route 87
- Ohio State Route 88
- Ohio State Route 89
- Ohio State Route 91
- Ohio State Route 93
- Ohio State Route 94
- Ohio State Route 95
- Ohio State Route 96
- Ohio State Route 97
- Ohio State Route 98
- Ohio State Route 99
- Ohio State Route 100
- Ohio State Route 101
- Ohio State Route 103
- Ohio State Route 104
- Ohio State Route 105
- Ohio State Route 107
- Ohio State Route 108
- Ohio State Route 109
- Ohio State Route 110
- Ohio State Route 111
- Ohio State Route 113
- Ohio State Route 114
- Ohio State Route 115
- Ohio State Route 116
- Ohio State Route 117
- Ohio State Route 118
- Ohio State Route 119
- Ohio State Route 120
- Ohio State Route 121
- Ohio State Route 122
- Ohio State Route 123
- Ohio State Route 124
- Ohio State Route 125
- Ohio State Route 126
- Ohio State Route 128
- Ohio State Route 129
- Ohio State Route 130
- Ohio State Route 131
- Ohio State Route 132
- Ohio State Route 133
- Ohio State Route 134
- Ohio State Route 135
- Ohio State Route 136
- Ohio State Route 137
- Ohio State Route 138
- Ohio State Route 139
- Ohio State Route 140
- Ohio State Route 141
- Ohio State Route 142
- Ohio State Route 143
- Ohio State Route 144
- Ohio State Route 145
- Ohio State Route 146
- Ohio State Route 147
- Ohio State Route 148
- Ohio State Route 149
- Ohio State Route 150
- Ohio State Route 151
- Ohio State Route 152
- Ohio State Route 153
- Ohio State Route 154
- Ohio State Route 155
- Ohio State Route 158
- Ohio State Route 159
- Ohio State Route 160
- Ohio State Route 161
- Ohio State Route 162
- Ohio State Route 163
- Ohio State Route 164
- Ohio State Route 165
- Ohio State Route 166
- Ohio State Route 167
- Ohio State Route 168
- Ohio State Route 169
- Ohio State Route 170
- Ohio State Route 171
- Ohio State Route 172
- Ohio State Route 173
- Ohio State Route 174
- Ohio State Route 175
- Ohio State Route 176
- Ohio State Route 177
- Ohio State Route 179
- Ohio State Route 180
- Ohio State Route 181
- Ohio State Route 183
- Ohio State Route 184
- Ohio State Route 185
- Ohio State Route 186
- Ohio State Route 187
- Ohio State Route 188
- Ohio State Route 189
- Ohio State Route 190
- Ohio State Route 191
- Ohio State Route 193
- Ohio State Route 195
- Ohio State Route 196
- Ohio State Route 197
- Ohio State Route 198
- Ohio State Route 199
- Ohio State Route 201
- Ohio State Route 202
- Ohio State Route 203
- Ohio State Route 204
- Ohio State Route 205
- Ohio State Route 206
- Ohio State Route 207
- Ohio State Route 208
- Ohio State Route 209
- Ohio State Route 211
- Ohio State Route 212
- Ohio State Route 213
- Ohio State Route 215
- Ohio State Route 216
- Ohio State Route 217
- Ohio State Route 218
- Ohio State Route 219
- Ohio State Route 220
- Ohio State Route 221
- Ohio State Route 222
- Ohio State Route 225
- Ohio State Route 226
- Ohio State Route 228
- Ohio State Route 229
- Ohio State Route 231
- Ohio State Route 232
- Ohio State Route 233
- Ohio State Route 235
- Ohio State Route 236
- Ohio State Route 237
- Ohio State Route 239
- Ohio State Route 241
- Ohio State Route 243
- Ohio State Route 245
- Ohio State Route 246
- Ohio State Route 247
- Ohio State Route 248
- Ohio State Route 249
- Ohio State Route 251
- Ohio State Route 252
- Ohio State Route 253
- Ohio State Route 254
- Ohio State Route 255
- Ohio State Route 256
- Ohio State Route 257
- Ohio State Route 258
- Ohio State Route 259
- Ohio State Route 260
- Ohio State Route 261
- Ohio State Route 264
- Ohio State Route 265
- Ohio State Route 266
- Ohio State Route 267
- Ohio State Route 269
- Ohio State Route 273
- Ohio State Route 274
- Ohio State Route 276
- Ohio State Route 278
- Ohio State Route 279
- Ohio State Route 281
- Ohio State Route 282
- Ohio State Route 283
- Ohio State Route 284
- Ohio State Route 285
- Ohio State Route 286
- Ohio State Route 287
- Ohio State Route 288
- Ohio State Route 289
- Ohio State Route 291
- Ohio State Route 292
- Ohio State Route 293
- Ohio State Route 294
- Ohio State Route 295
- Ohio State Route 296
- Ohio State Route 297
- Ohio State Route 300
- Ohio State Route 301
- Ohio State Route 302
- Ohio State Route 303
- Ohio State Route 304
- Ohio State Route 305
- Ohio State Route 306
- Ohio State Route 307
- Ohio State Route 308
- Ohio State Route 309
- Ohio State Route 310
- Ohio State Route 312
- Ohio State Route 313
- Ohio State Route 314
- Ohio State Route 315
- Ohio State Route 316
- Ohio State Route 317
- Ohio State Route 319
- Ohio State Route 320
- Ohio State Route 321
- Ohio State Route 323
- Ohio State Route 324
- Ohio State Route 325
- Ohio State Route 327
- Ohio State Route 328
- Ohio State Route 329
- Ohio State Route 330
- Ohio State Route 331
- Ohio State Route 332
- Ohio State Route 334
- Ohio State Route 335
- Ohio State Route 339
- Ohio State Route 340
- Ohio State Route 342
- Ohio State Route 343
- Ohio State Route 344
- Ohio State Route 345
- Ohio State Route 347
- Ohio State Route 348
- Ohio State Route 349
- Ohio State Route 350
- Ohio State Route 353
- Ohio State Route 356
- Ohio State Route 357
- Ohio State Route 358
- Ohio State Route 360
- Ohio State Route 361
- Ohio State Route 362
- Ohio State Route 363
- Ohio State Route 364
- Ohio State Route 365
- Ohio State Route 366
- Ohio State Route 368
- Ohio State Route 369
- Ohio State Route 370
- Ohio State Route 371
- Ohio State Route 372
- Ohio State Route 373
- Ohio State Route 374
- Ohio State Route 376
- Ohio State Route 377
- Ohio State Route 378
- Ohio State Route 379
- Ohio State Route 380
- Ohio State Route 383
- Ohio State Route 385
- Ohio State Route 412
- Ohio State Route 416
- Ohio State Route 420
- Ohio State Route 421
- Ohio State Route 423
- Ohio State Route 430
- Ohio State Route 435
- Ohio State Route 444
- Ohio State Route 446
- Ohio State Route 450
- Ohio State Route 500
- Ohio State Route 501
- Ohio State Route 502
- Ohio State Route 503
- Ohio State Route 505
- Ohio State Route 506
- Ohio State Route 507
- Ohio State Route 508
- Ohio State Route 510
- Ohio State Route 511
- Ohio State Route 513
- Ohio State Route 514
- Ohio State Route 515
- Ohio State Route 516
- Ohio State Route 517
- Ohio State Route 518
- Ohio State Route 519
- Ohio State Route 520
- Ohio State Route 521
- Ohio State Route 522
- Ohio State Route 523
- Ohio State Route 524
- Ohio State Route 527
- Ohio State Route 528
- Ohio State Route 529
- Ohio State Route 530
- Ohio State Route 531
- Ohio State Route 532
- Ohio State Route 534
- Ohio State Route 535
- Ohio State Route 536
- Ohio State Route 537
- Ohio State Route 539
- Ohio State Route 540
- Ohio State Route 541
- Ohio State Route 542
- Ohio State Route 545
- Ohio State Route 546
- Ohio State Route 547
- Ohio State Route 550
- Ohio State Route 551
- Ohio State Route 552
- Ohio State Route 553
- Ohio State Route 554
- Ohio State Route 555
- Ohio State Route 556
- Ohio State Route 557
- Ohio State Route 558
- Ohio State Route 559
- Ohio State Route 560
- Ohio State Route 561
- Ohio State Route 562
- Ohio State Route 564
- Ohio State Route 565
- Ohio State Route 566
- Ohio State Route 568
- Ohio State Route 571
- Ohio State Route 574
- Ohio State Route 575
- Ohio State Route 576
- Ohio State Route 579
- Ohio State Route 582
- Ohio State Route 585
- Ohio State Route 586
- Ohio State Route 587
- Ohio State Route 588
- Ohio State Route 589
- Ohio State Route 590
- Ohio State Route 595
- Ohio State Route 598
- Ohio State Route 600
- Ohio State Route 601
- Ohio State Route 602
- Ohio State Route 603
- Ohio State Route 604
- Ohio State Route 605
- Ohio State Route 606
- Ohio State Route 607
- Ohio State Route 608
- Ohio State Route 609
- Ohio State Route 611
- Ohio State Route 613
- Ohio State Route 615
- Ohio State Route 616
- Ohio State Route 617
- Ohio State Route 618
- Ohio State Route 619
- Ohio State Route 621
- Ohio State Route 625
- Ohio State Route 626
- Ohio State Route 627
- Ohio State Route 630
- Ohio State Route 633
- Ohio State Route 634
- Ohio State Route 635
- Ohio State Route 637
- Ohio State Route 638
- Ohio State Route 640
- Ohio State Route 643
- Ohio State Route 644
- Ohio State Route 646
- Ohio State Route 647
- Ohio State Route 650
- Ohio State Route 651
- Ohio State Route 652
- Ohio State Route 656
- Ohio State Route 657
- Ohio State Route 658
- Ohio State Route 660
- Ohio State Route 661
- Ohio State Route 662
- Ohio State Route 664
- Ohio State Route 665
- Ohio State Route 666
- Ohio State Route 668
- Ohio State Route 669
- Ohio State Route 671
- Ohio State Route 672
- Ohio State Route 674
- Ohio State Route 676
- Ohio State Route 677
- Ohio State Route 678
- Ohio State Route 681
- Ohio State Route 682
- Ohio State Route 683
- Ohio State Route 684
- Ohio State Route 685
- Ohio State Route 687
- Ohio State Route 689
- Ohio State Route 690
- Ohio State Route 691
- Ohio State Route 694
- Ohio State Route 696
- Ohio State Route 697
- Ohio State Route 698
- Ohio State Route 700
- Ohio State Route 701
- Ohio State Route 703
- Ohio State Route 705
- Ohio State Route 706
- Ohio State Route 707
- Ohio State Route 708
- Ohio State Route 709
- Ohio State Route 710
- Ohio State Route 711
- Ohio State Route 715
- Ohio State Route 716
- Ohio State Route 718
- Ohio State Route 719
- Ohio State Route 720
- Ohio State Route 721
- Ohio State Route 722
- Ohio State Route 723
- Ohio State Route 724
- Ohio State Route 725
- Ohio State Route 726
- Ohio State Route 727
- Ohio State Route 728
- Ohio State Route 729
- Ohio State Route 730
- Ohio State Route 732
- Ohio State Route 733
- Ohio State Route 734
- Ohio State Route 735
- Ohio State Route 736
- Ohio State Route 739
- Ohio State Route 741
- Ohio State Route 743
- Ohio State Route 744
- Ohio State Route 745
- Ohio State Route 746
- Ohio State Route 747
- Ohio State Route 748
- Ohio State Route 749
- Ohio State Route 750
- Ohio State Route 751
- Ohio State Route 752
- Ohio State Route 753
- Ohio State Route 754
- Ohio State Route 756
- Ohio State Route 757
- Ohio State Route 761
- Ohio State Route 762
- Ohio State Route 763
- Ohio State Route 764
- Ohio State Route 767
- Ohio State Route 768
- Ohio State Route 770
- Ohio State Route 771
- Ohio State Route 772
- Ohio State Route 774
- Ohio State Route 775
- Ohio State Route 776
- Ohio State Route 778
- Ohio State Route 781
- Ohio State Route 785
- Ohio State Route 788
- Ohio State Route 790
- Ohio State Route 792
- Ohio State Route 795
- Ohio State Route 799
- Ohio State Route 800
- Ohio State Route 807
- Ohio State Route 814
- Ohio State Route 821
- Ohio State Route 822
- Ohio State Route 823
- Ohio State Route 833
- Ohio State Route 835
- Ohio State Route 844
- Ohio State Route 850
- Ohio State Route 852
- Ohio State Route 872

### Außer Dienst gestellte Strecken
- Ohio State Route 1
- Ohio State Route 6
- Ohio State Route 20
- Ohio State Route 22
- Ohio State Route 23
- Ohio State Route 24
- Ohio State Route 27
- Ohio State Route 30
- Ohio State Route 33
- Ohio State Route 35
- Ohio State Route 36
- Ohio State Route 40
- Ohio State Route 42
- Ohio State Route 50
- Ohio State Route 52
- Ohio State Route 62
- Ohio State Route 68
- Ohio State Route 69
- Ohio State Route 70
- Ohio State Route 71
- Ohio State Route 74
- Ohio State Route 75
- Ohio State Route 76
- Ohio State Route 77
- Ohio State Route 80
- Ohio State Route 90
- Ohio State Route 92
- Ohio State Route 102
- Ohio State Route 106
- Ohio State Route 112
- Ohio State Route 127
- Ohio State Route 156
- Ohio State Route 157
- Ohio State Route 178
- Ohio State Route 182
- Ohio State Route 192
- Ohio State Route 194
- Ohio State Route 200
- Ohio State Route 210
- Ohio State Route 214
- Ohio State Route 223
- Ohio State Route 224
- Ohio State Route 227
- Ohio State Route 230
- Ohio State Route 234
- Ohio State Route 238
- Ohio State Route 240
- Ohio State Route 242
- Ohio State Route 244
- Ohio State Route 250
- Ohio State Route 262
- Ohio State Route 263
- Ohio State Route 268
- Ohio State Route 270
- Ohio State Route 271
- Ohio State Route 272
- Ohio State Route 275
- Ohio State Route 277
- Ohio State Route 280
- Ohio State Route 290
- Ohio State Route 298
- Ohio State Route 299
- Ohio State Route 311
- Ohio State Route 318
- Ohio State Route 326
- Ohio State Route 333
- Ohio State Route 336
- Ohio State Route 337
- Ohio State Route 338
- Ohio State Route 341
- Ohio State Route 346
- Ohio State Route 351
- Ohio State Route 352
- Ohio State Route 354
- Ohio State Route 355
- Ohio State Route 359
- Ohio State Route 367
- Ohio State Route 375
- Ohio State Route 381
- Ohio State Route 382
- Ohio State Route 384
- Ohio State Route 386
- Ohio State Route 387
- Ohio State Route 424
- Ohio State Route 440
- Ohio State Route 504
- Ohio State Route 509
- Ohio State Route 512
- Ohio State Route 526
- Ohio State Route 533
- Ohio State Route 538
- Ohio State Route 543
- Ohio State Route 544
- Ohio State Route 548
- Ohio State Route 549
- Ohio State Route 563
- Ohio State Route 567
- Ohio State Route 569
- Ohio State Route 570
- Ohio State Route 572
- Ohio State Route 573
- Ohio State Route 577
- Ohio State Route 578
- Ohio State Route 580
- Ohio State Route 581
- Ohio State Route 584
- Ohio State Route 591
- Ohio State Route 592
- Ohio State Route 596
- Ohio State Route 612
- Ohio State Route 614
- Ohio State Route 622
- Ohio State Route 623
- Ohio State Route 628
- Ohio State Route 629
- Ohio State Route 631
- Ohio State Route 632
- Ohio State Route 636
- Ohio State Route 655
- Ohio State Route 663
- Ohio State Route 670
- Ohio State Route 673
- Ohio State Route 675
- Ohio State Route 680
- Ohio State Route 686
- Ohio State Route 692
- Ohio State Route 695
- Ohio State Route 699
- Ohio State Route 702
- Ohio State Route 704
- Ohio State Route 714
- Ohio State Route 773
- Ohio State Route 780
- Ohio State Route 782
- Ohio State Route 791
- Ohio State Route 793
- Ohio State Route 794
- Ohio State Route 796
- Ohio State Route 797
- Ohio State Route 798
- Ohio State Route 824

## U.S. Highways

### Gegenwärtige Strecken
- U.S. Highway 6
- U.S. Highway 20
- U.S. Highway 22
- U.S. Highway 23
- U.S. Highway 24
- U.S. Highway 27
- U.S. Highway 30
- U.S. Highway 33
- U.S. Highway 35
- U.S. Highway 36
- U.S. Highway 40
- U.S. Highway 42
- U.S. Highway 50
- U.S. Highway 52
- U.S. Highway 62
- U.S. Highway 68
- U.S. Highway 127
- U.S. Highway 223
- U.S. Highway 224
- U.S. Highway 250
- U.S. Highway 322
- U.S. Highway 422

### Außer Dienst gestellte Strecken
- U.S. Highway 21
- U.S. Highway 25

## Interstates

### Gegenwärtige Strecken
- Interstate 70
- Interstate 71
- Interstate 74
- Interstate 75
- Interstate 76
- Interstate 77
- Interstate 80
- Interstate 90

### Zubringer und Umgehungen
- Interstate 270
- Interstate 271
- Interstate 275
- Interstate 277
- Interstate 280
- Interstate 470
- Interstate 471
- Interstate 475
- Interstate 480
- Interstate 490
- Interstate 670
- Interstate 675
- Interstate 680

### Geplante Strecken
- Interstate 73
- Interstate 380

### Außer Dienst gestellte Strecken
- Interstate 290